# Rue du Gard
Pour les articles homonymes, voir Gard (homonymie).
La   rue du Gard est une rue de Lille.

## Situation et accès
Elle relie la place du Gard à la rue de Thionville dans le quartier du Vieux-Lille.

## Origine du nom
Cette voie est ainsi nommée car elle est à l’emplacement de l’ancien ilot du Gard dans un bras de la Deûle.

## Historique
La rue est tracée sur l’ancien ilot du Gard qui constituait un bastion entouré d’un mur d’enceinte au nord-ouest du château de Courtrai. Cet ilot d’origine probablement artificielle, est compris dans le territoire de l’agrandissement de Lille en 1617 qui englobe cet ancien château démantelé en 1599 à l’intérieur d’une nouvelle enceinte s’étendant jusqu'à proximité de l’actuelle rue du Pont-Neuf.
La création de cette rue qui figure avec les rues voisines des Célestines et des Carmes (actuelle rue de Thionville) sur un plan représentant Lille vers 1640, date de la période suivant cet agrandissement.
Le fossé bordant l’ancien ilot au sud -ouest était devenu le canal des Célestines parallèle à la rue des Pénitentes. Ce canal est recouvert en 1901. Le fossé nord-ouest, approximativement à l'emplacement de la rue de Thionville, est comblé lors de l'agrandissement de 1617.
Certaines maisons  bien restaurées de style classique lillois bordant la rue pourraient dater des années 1660 ayant précédé l’agrandissement de 1670 qui reporte les limites de la ville jusqu’à la Citadelle ou de la période immédiatement postérieure.
Un couvent de Capucines y était installé, à l’angle de la rue des Carmes (de Thionville).

### La rue auXXIesiècle
La rue très tranquille, à sens unique de circulation est bordée de maisons  basses anciennes. Elle ne comporte aucun commerce ni immeuble de bureau.

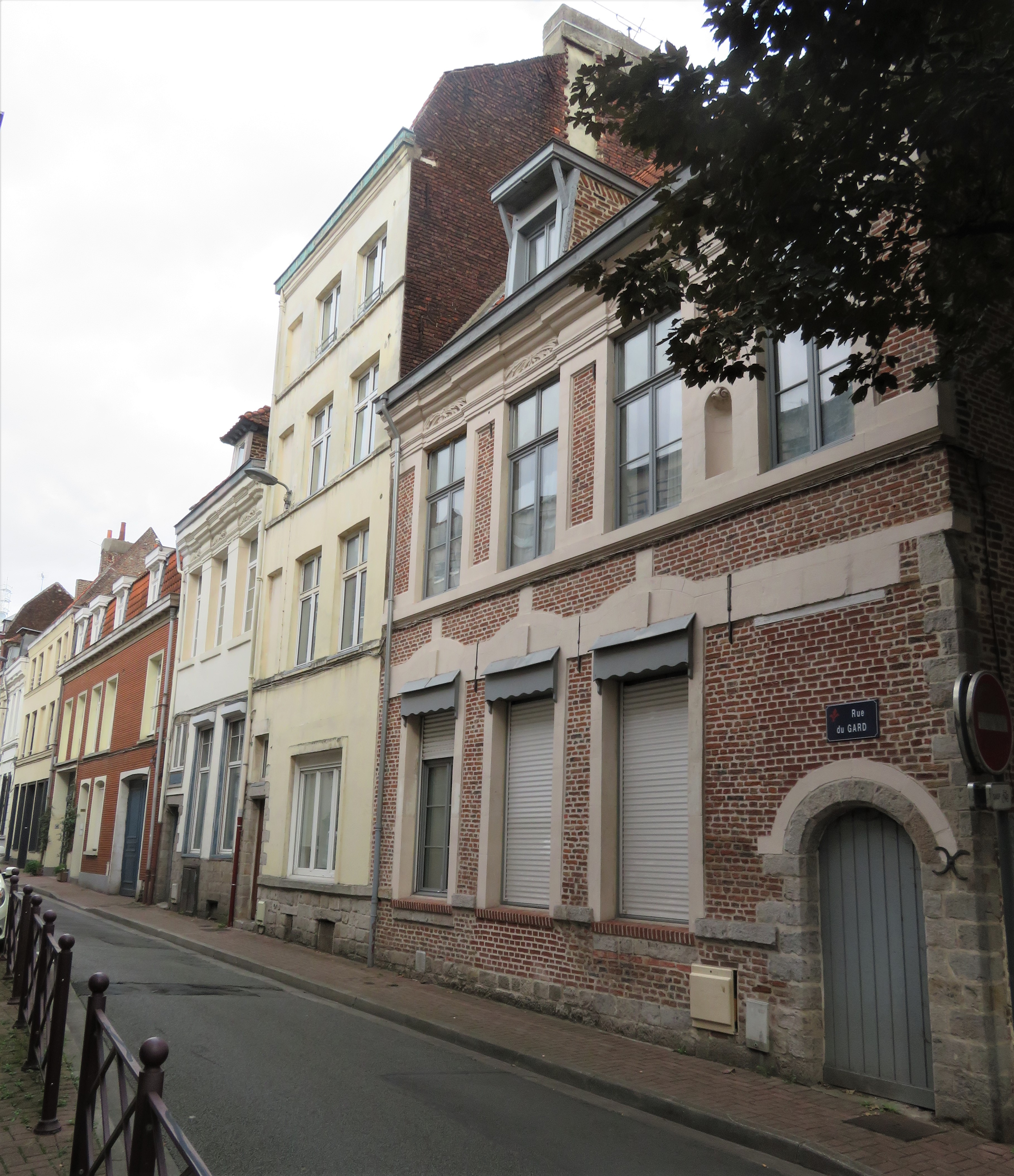
Rue du Gard maison du XVIIe siècle
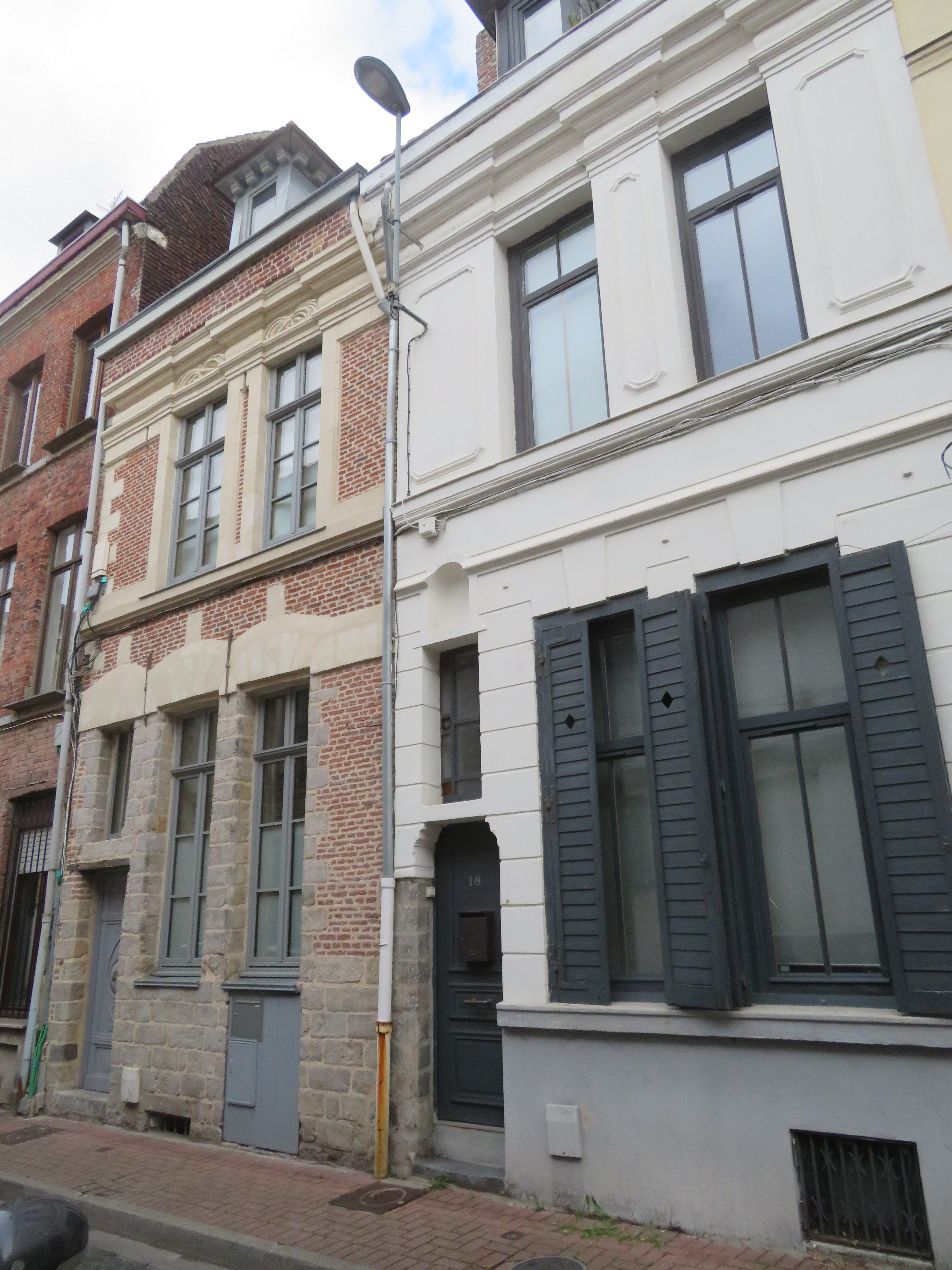
Rue du Gard